# Рух єдиної народної дії
Рух єдиної народної дії або MAPU (ісп. Movimiento de Acción Popular Unitario) — нечисленна політична партія  лівацького спрямування в Чилі. Вона була частиною коаліції  Народної єдності під час правління Альєнде. MAPU був  репресований під час диктатури Аугусто Піночета. У цей період деякі з його найбільш радикальних членів сформував молодіжний рух  Lautaro, чиї лідери були політичними в'язнями під час диктатури і з поверненням до демократії. Інша фракція колишніх членів партії приєднався до соціал-демократичної Партії за демократію у 1987 р.

Прапор Руху єдиної народної дії (MAPU)

## Історія
MAPU вперше був сформований 19 травня 1969 р. внаслідок розколу християнсько-демократичної партії Чилі. Хоч на той час християнські демократи були в уряді, та у багатьох членів партії, особливо молоді, виникло критичне ставлення до політики уряду, яку вони вважали проамериканською і проімперіалістичною. Вони приєдналися до коаліції Народної єдності Альєнде і брали участь в його уряді. Ідеологічна лінія партії не була чітко визначеною. Насправді, партійні лідери були натхненні Альєнде і Фіделем Кастро (з яким делегація MAPU зустрілася у 1972 р. під час відвідування Куби). MAPU не сповідувала офіційний марксизм, так як відверто марксистські партії вже існували в Чилі, проте хотіла б претендувати на ліво-християнську нішу, котра теж вже була зайнятою новоствореною ліво-християнською партією «Izquierda Cristiana» і була не дуже широкою.
Під час другого з'їзду партії, що відбувся у 1972 р., здобули широку популярність сили на чолі з Оскаром Гільєрмо Гарретоном і Едуардо Aquevedo. Вони дотримувалися марксизм-ленінізму, стали більш радикальними і орієнтувалися в сторону  неприєднаних країн. Група політиків (Chonchol, Рафаель Агустін Gumucio, Альберто Херес у Хуліо Сільва Solar) вийшли, щоб приєднатися до Izquierda Cristiana.
7 березня 1973 р. MAPU розділився на дві ворогуючі групи: одна організація, на чолі з Оскаром Гільєрмо Гарретоном і Едуардо Aquevedo прийняла ідеологію марксизму-ленінізму і зайняла войовничі ліві позиції. Ця група була підтримана Соціалістичної партією,  Революційним Лівим Рухом та ліво-християнською партією «Izquierda Cristiana». Інша ж фракція, на чолі з Jaime Gazmuri і Енріке Корреа, критикувала ультра-ліві погляди і сформувала нову партію, Mapu Обреро Кампесіно, що була близькою до Комуністичної партіі Чилі , обравши більш помірну тактику. Обидві групи залишалися в Народній єдності, поки вона не була повалена і ліквідована.